# Анучино (разъезд)
Ану́чино — железнодорожный разъезд Пензенского отделения Куйбышевской железной дороги, располагается на территории Пензенской области.

## Описание
Разъезд Анучино расположен на однопутном участке Рузаевка — Пенза IV с электротягой постоянного тока. Относится к Пензенскому региону Куйбышевской железной дороги. По характеру работы является промежуточной станцией, по объёму выполняемой работы отнесён к 5-му классу. Путевое развитие состоит из 3-х путей: 1-го главного (№ 1) и 2-х приёмо-отправочных (№ 2, 4). На станции располагается площадка трансформаторной подстанции Пензенской дистанции электроснабжения (ЭЧ-1). В чётной горловине станции располагается неохраняемый переезд (47 км + 26 м).
Станция включена в диспетчерскую централизацию участка Пенза — Красный Узел. Станция переведена на диспетчерское управление. Штат ДСП отсутствует. Комплексный контроль за техническим состоянием путей на станции осуществляет Пензенская дистанция пути (ПЧ-2). Контроль за техническим обслуживанием и ремонтом устройств автоматики и телемеханики осуществляет Пензенская дистанция сигнализации, централизации и блокировки (ШЧ-1).